# Phreatia imitans
Phreatia imitans är en orkidéart som beskrevs av Rudolf Schlechter. Phreatia imitans ingår i släktet Phreatia och familjen orkidéer. Inga underarter finns listade i Catalogue of Life.